# Allotheria
Allotheria (do grego, allos, diferente + therion, animal selvagem) é um grupo de mamíferos primitivos conhecidos do Triássico ao Terciário.

## Taxonomia
Sua posição taxonômica ainda é controversa, sendo tratada como subclasse ou infraclasse, dependendo do autor. Originalmente, Marsh (1880) a designou como uma ordem; Simpson (1945) elevo-a a subclasse; e Hopson (1970) a propôs como infraclasse. McKenna e Bell (1997) a manteve como infraclasse, e posicionou-a na subclasse Theriiformes. Kielan-Jaworowska e Hurum (2001) retornou-a como subclasse.
Seus integrantes também são motivo de controvérsia e variam conforme o autor. Em Simpson (1945) integrava três ordens: Multituberculata, Triconodonta e Docodonta. McKenna e Bell (1997) consideravam-na monotípica com apenas a ordem Multituberculata. Butler (2000) colocou duas ordens, Multituberculata e Haramiyida, na subclasse Allotheria. A Gondwanatheria tem posicionamento incerto, figurando como, uma subordem da Multituberculata, uma ordem na Allotheria ou como incertae sedis na classe Mammalia conforme o autor.
Cladograma baseado em Mikko's Haaramo (2003):
```
 ←o 
Mammalia
 
Linnaeus, 1758

  |-o 
Prototheria
 
Gill, 1872

  |-o 
Allotheria
 
Marsh, 1880
 (†)
  | |-o? 
Gondwanatheria
 
Mones, 1987
 (†)
  | |-o 
Haramiyida
 
Hahn, Sigogneau-Russell e Wouters, 1989
 (†)
  | `-o 
Multituberculata
 
Cope, 1884
 (†)
  |-o 
Holotheria
 
Wible, Rougier, Novacek, McKenna e Dashzeveg, 1995

  `-o 
Triconodonta
 
Osborn, 1888
 (†)
```